# Te laudamus, Domine
Il  Te laudamus, Domine  (abbreviato in  Te laudamus ) è un canto gregoriano previsto dal rito ambrosiano, e risalente al V secolo.
È eseguito in latino, ad una voce, senza accompagnamento strumentale. L'autore è sconosciuto.
Si esegue come canto di transitorio, nella messa festiva del tempo ordinario.
Te laudamus Domine omnipotens, 

qui sedes super Cherubim et Seraphim. 

Quem benedicunt Angeli, Arcangeli;  

et laudant Prophetae et Apostoli.  

Te laudamus domine orando,  

qui venisti peccata solvendo.  

Te deprecamur magnum Redentorem,  

quem Pater misit ovium pastorem.  

Tu es Christus Dominus Salvator,  

qui de Maria Virgine es natus.  

Hunc Sacrosanctum calicem sumentes,  

ab omni culpa libera nos semper.  